# USS Hazelwood (DD-531)
Pour les autres navires du même nom, voir USS Hazelwood.
Le USS Hazelwood (DD-531) est un destroyer de la classe Fletcher en service dans la Marine des États-Unis pendant la Seconde Guerre mondiale. Il a été nommé en l'honneur du capitaine de corvette (Commodore) John Hazelwood, chef de la marine continentale américaine (Continental Navy).

## Construction
Sa quille est posée le 11 avril 1942 au chantier naval Union Iron Works (Bethlehem Shipbuilding Corporation) de San Francisco, dans l'état de Californie. Il est lancé le 20 novembre 1942; parrainé par Mme Harold J. Fosdick; et mis en service le 18 juin 1943.

## Historique

### Seconde Guerre mondiale
Après une mise au point, le Hazelwood quitte la côte ouest le 5 septembre. Atteignant Pearl Harbor le 9 septembre, il appareille deux jours plus tard avec une force de frappe rapide de porte-avions sous les ordres du contre-amiral (Rear Admiral) Charles Alan Pownall à Lexington pour lancer des frappes aériennes basées sur des porte-avions contre Tarawa, dans les îles Gilbert. Le Hazelwood rejoignit ensuite une seconde force de porte-avions rapides - 6 porte-avions, 7 croiseurs et 24 destroyers - sous les ordres du contre-amiral Alfred Eugene Montgomery, pour des frappes contre l'île de Wake les 5 et 6 octobre.
De retour à Pearl Harbor le 11 octobre, le destroyer participa à un entraînement intensif pour se préparer à la gigantesque campagne amphibie vers le Japon. Il rejoint la Task Force 53 (TF 53) du vice-amiral (Vice Admiral) Raymond Ames Spruance à Havannah Harbor, aux Nouvelles-Hébrides, le 5 novembre. Parti le 13 novembre, il a pris part à l'invasion des îles Gilbert le 20 novembre. Au cours de l'une des luttes les plus âpres de la poussée de la flotte à travers le Pacifique, il a servi de patrouille anti-sous-marine et de navire directeur de chasse en attente. Le Hazelwood retourne à Pearl Harbor le 7 décembre 1943 pour se préparer à la prochaine opération.
Alors que la guerre dans le Pacifique prend de l'ampleur, le Hazelwood quitte Pearl Harbor le 22 janvier 1944 dans le cadre de la Task Force 52 (TF 52) de l'amiral Spruance pour l'invasion des atolls de Kwajalein et de Majuro dans les îles Marshall. Après que les troupes ont débarqué le 31 janvier, il a jeté l'ancre dans le port de Kwajalein en tant que principal navire de chasse et de direction et a également patrouillé contre les sous-marins ennemis. Une fois cet objectif atteint, il quitte Kwajalein le 15 février pour plusieurs mois de patrouille et d'escorte dans les Salomon et les Marshall. Il bombarde également les positions côtières japonaises à Ungalabu Harbor et un parc de réservoirs à Nouvelle-Irlande.

#### Palaos
Le Hazelwood participe ensuite à l'invasion des Palaos. Alors que la 1re Division de Marines (1st Marine Division) débarquait sur Peleliu, dans les îles Palaos, le 15 septembre, il bombarda les positions côtières ennemies avec des tirs de canon pour réduire l'opposition japonaise. Il est resté au large de Peleliu en patrouille jusqu'au 3 octobre, date à laquelle il s'est rendu au port de Seeadler, sur l'île de Manus. Là, le vétéran qui ne se repose jamais rejoint les forces navales du vice-amiral Thomas Cassin Kinkaid pour l'invasion et la libération des Philippines. Alors que les troupes débarquent sous couverture navale sur Leyte le 20 octobre, le Hazelwood subit de lourdes attaques aériennes japonaises.
La semaine suivante est marquée par des raids aériens ennemis constants et une succession de mouvements de Flotte de grande envergure, alors que la marine impériale japonaise déploie un ultime mais vain effort pour chasser l'Amérique des Philippines et reprendre un certain contrôle sur les mers. Au cours de cette bataille, connue dans l'histoire sous le nom de bataille du golfe de Leyte, la marine japonaise est pratiquement anéantie. Trois cuirassés ennemis, quatre porte-avions, six croiseurs lourds, quatre croiseurs légers, neuf destroyers et une multitude d'avions furent détruits. Le Hazelwood a lui-même détruit au moins deux kamikazes.

#### Golfe de Leyte
Le Hazelwood a effectué des patrouilles au large du golfe de Leyte et des exercices de tir et d'entraînement à partir d'Ulithi au cours du mois de décembre. Il a ensuite rejoint la force de frappe des porte-avions rapides du vice-amiral John S. McCain, Sr. et a appareillé le 30 décembre. Portant la guerre chez l'ennemi, les porte-avions lancent de lourds raids aériens contre les positions japonaises dans les îles Ryūkyū, à Taïwan, à Okinawa et le long de la côte chinoise, du 3 au 7 janvier 1945. Ces frappes dévastatrices détournent également l'attention des Japonais des Philippines, où des débarquements sont effectués dans le golfe de Lingayen le 9 janvier. Après d'autres frappes sur les positions japonaises en Indochine, la force de frappe retourne à Ulithi le 26 janvier.

#### Le Japon et Iwo Jima
Rejoignant une autre Task Force de porte-avions rapide et mobile, le Hazelwood est sorti le 11 février pour protéger les porte-avions qui ont lancé des frappes aériennes lourdes contre les îles japonaises les 16 et 17 février. Changeant rapidement de position comme seule une puissance basée en mer peut le faire, la flotte s'est ensuite dirigée vers le sud pour soutenir le débarquement sur Iwo Jima, qui a débuté le 19 février. Bien que constamment attaqué par des kamikazes, des chasseurs et des bombardiers en piqué, le Hazelwood a traversé l'invasion sans être touché et, dans la nuit du 25 février, il a coulé deux petits cargos ennemis à l'aide de ses canons.

#### Okinawa
De retour à Ulithi le 1er mars, le destroyer éprouvé reprend la mer le 14 mars avec une force de transport rapide pour assurer la couverture aérienne et le bombardement des côtes en vue de l'invasion d'Okinawa, dernière étape avant l'invasion des îles japonaises. Après l'invasion, le 1er avril, le Hazelwood a opéré au large d'Okinawa dans le cadre de patrouilles de surveillance radar et d'escorte, en dépit des attaques aériennes japonaises intenses. Le 29 avril, le groupe de porte-avions qu'il dirigeait a été attaqué par des kamikazes qui ont plongé à partir d'une couverture nuageuse basse.

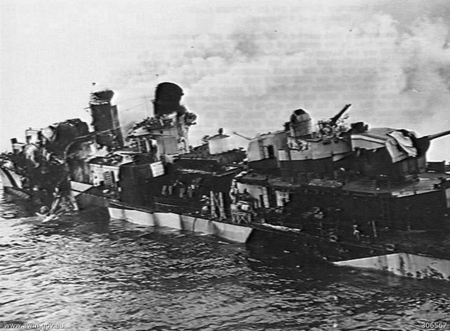
Le Hazelwood après l'attaque kamikaze au large d'Okinawa.

Le Hazelwood, tous canons allumés, manœuvre pour éviter deux des Mitsubishi A6M "Zero". Un troisième Zero sort des nuages en trombe. Bien que touché par les tirs du Hazelwood, l'avion ennemi passe à côté de la superstructure. Il percute la cheminée n°2 à bâbord, s'écrase sur la passerelle et explose. L'essence enflammée se répand sur les ponts et les cloisons tandis que le mât bascule et que les canons avant sont mis hors d'usage. Dix officiers et 67 hommes sont tués, dont le commandant, le Commander (Cmdr.) V. P. Douw, et 36 sont portés disparus. L'officier mécanicien du Hazelwood, le lieutenant (j.g.) C. M. Locke, prit le commandement et dirigea l'équipage pour lutter contre les dégâts et aider les blessés. Remorqué et en partie propulsé par ses propres moyens, le vaillant navire atteignit Ulithi le 5 mai pour des réparations temporaires, puis se rendit au chantier naval de Mare Island (Mare Island Naval Shipyard) via Pearl Harbor le 14 juin pour des réparations permanentes. Le Hazelwood a été désarmé le 18 janvier 1946 et est entré dans la flotte de réserve du Pacifique (Pacific Reserve Fleet) à San Diego, en Californie.

### Service après guerre

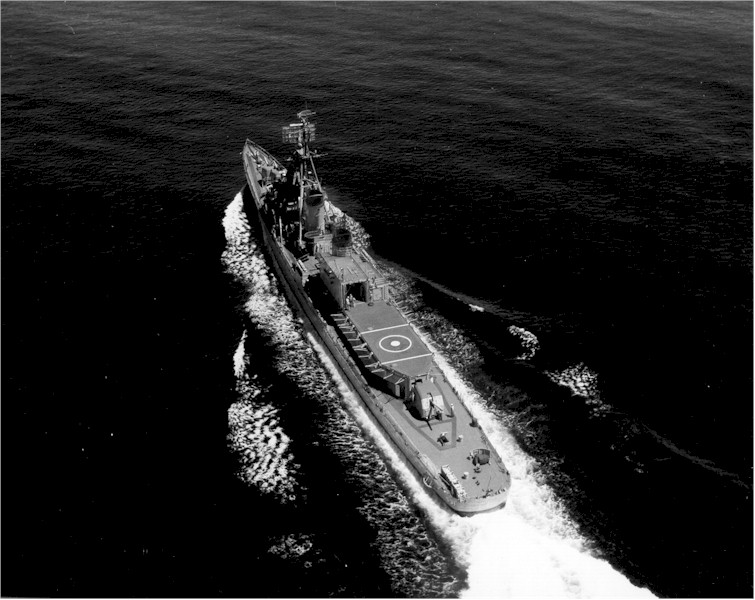
Le Hazelwood en 1960, équipé du pont d'envol expérimental.

Le Hazelwood a été remis en service à San Diego le 12 septembre 1951 pour participer à la guerre de Corée. Après les essais, il quitte San Diego le 4 janvier 1952 et atteint Newport, dans le Rhode Island, le 21 janvier pour rejoindre les forces de destroyers de la Flotte de l'Atlantique (Atlantic Fleet). Des opérations et des exercices le long de la côte Est et dans les Caraïbes, ainsi que des entraînements de chasseurs-tueurs avec des groupes de porte-avions, occupent le Hazelwood jusqu'à ce qu'il quitte Newport pour l'Extrême-Orient le 7 décembre 1953.
Il atteint Tokyo le 12 janvier 1954, via Pearl Harbor, et passe les mois suivants à opérer au sein d'une task Force de porte-avions rapides et à patrouiller le long de la côte coréenne pour faire respecter un armistice précaire. Le destroyer à large rayon d'action est rentré aux États-Unis par le long chemin, quittant Hong Kong le 28 mai 1954 et naviguant à travers le canal de Suez pour atteindre Newport le 17 juillet.
Au cours des années suivantes, le Hazelwood a mené des opérations d'entraînement et de préparation le long de la côte Est et dans les Caraïbes, entrecoupées de déploiements en Méditerranée. Pendant la crise du canal de Suez, à l'automne 1956, il a servi avec la puissante 6e Flotte (6th Fleet), patrouillant en Méditerranée orientale et contribuant à stabiliser une situation internationale tendue.

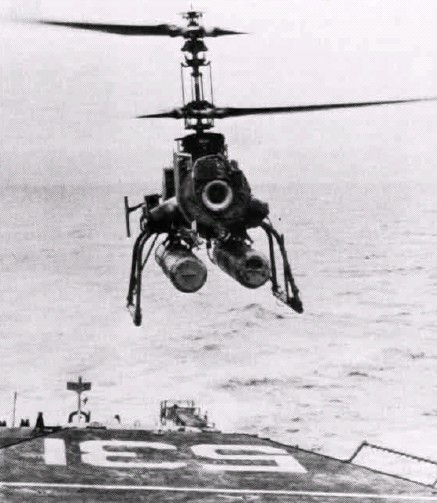
Un drone DASH au-dessus du pont d'envol du Hazelwood.

En 1958, le Hazelwood a commencé des essais approfondis d'hélicoptères pour la lutte anti-sous-marine, à la fois dans la baie de Narragansett et au Naval Ordnance Laboratory, dans le Maryland. Affectée à la division de développement des destroyers, il a participé à des essais sur les équipements utilisés avec les radars et les systèmes de contre-mesures électroniques. Son principal travail de recherche et de développement a consisté à tester l'hélicoptère anti-sous-marin DASH (Drone Anti-Submarine Helicopter). Le Hazelwood a fourni des installations d'essai à bord et a contribué à rendre possible la perfection du DASH, un système d'armement anti-sous-marine avancé et vital. Au cours du seul mois d'août 1963, l'hélicoptère drone a effectué 1 000 atterrissages sur le pont d'envol du destroyer polyvalent.
Outre les développements expérimentaux, le Hazelwood continua à s'engager dans les nombreuses tâches assignées à un destroyer. En octobre 1962, alors que les États-Unis affrontent la Russie pour l'introduction de missiles offensifs à Cuba, le Hazelwood repart vers les Caraïbes pour des patrouilles de surveillance et de lutte anti-sous-marine. Le Hazelwood est arrivé à la base navale de Guantanamo (Guantanamo Bay Naval Base) le 5 novembre, juste après l'entrée en vigueur de la quarantaine de Cuba. Il est resté sur ses gardes pendant la crise, servant de navire de soutien au tir pour la Task Force 84. Lorsque le sous-marin nucléaire USS Thresher (SSN-593) n'a pas fait surface le 10 avril 1963, le Hazelwood s'est immédiatement déployé sur les lieux de la tragédie avec des scientifiques de la Institut océanographique de Woods Hole (Woods Hole Oceanographic Institution) pour entamer une recherche systématique du navire manquant.
Le Hazelwood a repris les essais du DASH en juin et, plus tard dans l'année, a effectué des essais à bord du dispositif d'aide à l'atterrissage (Shipboard Landing Assist Device - SLAD). L'année suivante, il poursuit ses opérations de développement et ses opérations tactiques le long de la côte Est. 
Il est déclassé le 19 mars 1965 et entre dans la flotte de réserve de l'Atlantique (Atlantic Reserve Fleet). Le Hazelwood a été rayé du registre des navires de guerre (Naval Vessel Register) le 1er décembre 1974 et vendu le 14 avril 1976.

## Décorations
Le Hazelwood a reçu 10 battle stars (étoiles de combat) pour son service pendant la Seconde Guerre mondiale.